# این راهش نیست
این راهش نیست نام یک مجموعه تلویزیونی ایرانی به کارگردانی رضا میهن‌دوست است، که در ۱۳۸۲ از شبکه سه سیمای جمهوری اسلامی ایران پخش گردید. همچنین از ۱۵ تیر ۱۳۹۷ از شبکه آی فیلم دو باز پخش شد.

## خلاصه داستان
کشاورز نمونه روستایی به نام فریدون، علاقه‌مند کار مطالعه و تحقیق و پیوند انواع گیاهان است. او نمی‌خواهد زن بگیرد و معتقد است ازدواج برای دانشمندان ضرر دارد. دایی او رئیس شورای روستاست. او مرد مقتدر و با ابهتی است که دوست دارد دخترش با فریدون ازدواج کند. اما فریدون دوست ندارد این ازدواج سر بگیرد و از سویی توان مقابله با دایی‌اش را هم ندارد. سرانجام تصمیم می‌گیرد از روستا فرار کند تا دایی‌اش نتواند فکرش را عملی کند به همین دلیل به تهران می‌آید اما در همان ابتدای کار شیفته دختری می‌شود.

## بازیگران
- حبیب دهقان نسب
- ثریا قاسمی
- شهرام قائدی
- اشکان خطیبی
- رضا بابک
- فهیمه راستکار
- حسین ایل بیگی
- سوسن مقصودلو
- غلامحسین زواره
- نگار جواهریان
- مهران رجبی
- عیسی یوسفی‌پور

## عوامل
- نویسندگان: احمد حامد و بیتا شباهنگ
- مدیر فیلمبرداری: جمشید مرتضوی
- صدابردار: سیامک نیازی
- آهنگساز: آریا عظیمی‌نژاد
- تدوین : مهران کبریایی[پیوند مرده]